# Людовик Менський
Людовик Менський (близько 800 — 9 січня 897) — абат монастирів Сен-Дені, Сен-Рік'є і Сен-Вандріль (Фонтенель); незаконний син графа Менського Роргона I і Ротруди, старшої доньки імператора Карла Великого і Хільдегарди.
Людовік був канцлером та одним із радників при своєму дядькові, імператорі Людовіку I Благочестивому, а пізніше і при його сині Карлі II Лисому. У 844 році він перейняв на себе керівництво монастирями Сен-Квентін і Сен-Рік'є, а також абатство Сен-Дені.
У 858 році він разом зі своїм зведеним братом, єпископом Парижу Гозленом потрапив у полон до норман. Після внесення Карлом ІІ Лисим значної суми викупу був випущений на волю. Після смерті Людовіка Менського його наступником став Гозлен, який з 860 року уже був королівським канцлером.